# Pfaffen-Schwabenheim
Pfaffen-Schwabenheim è un comune di 1 524 abitanti della Renania-Palatinato, in Germania.
Appartiene al circondario (Landkreis) di Bad Kreuznach (targa KH) ed è parte della comunità amministrativa (Verbandsgemeinde) di Bad Kreuznach.